# 高松咲希
高松 咲希（たかまつ さき、2010年9月23日 - ）は、日本の子役、女優、ファッションモデル。Ima-wo属。

## 来歴
- 2015年6月、「第1回 クラージュ×雑誌LUCAコラボ・オーディション」でグランプリを受賞。同年8月に雑誌「LUCA」でモデルデビュー。クラージュキッズに所属。以後、映画やテレビドラマ、CMなどに出演。
- 2021年5月、「キラピチ」内『第8回キラピチモデルオーディション』に合格。
- 2021年7月、スマイルモンキーに移籍。現在はIma-woに所属している。

## 人物
スマイルモンキーに所属しているキッズモデルの高松咲空は妹である。

## 出演

### 映画
- コーヒーが冷めないうちに（2018年、東宝） - 時田数（幼少期） 役
- いちごの唄 （2019年、ファントム・フィルム） - 天野千日（幼少期）役
- 哀愁しんでれら （2021年、クロックワークス） - 福浦小春（幼少期） 役
- ナックルガール （2023年、Amazonスタジオ） - 橘蘭（幼少期） 役

### テレビドラマ
- 相棒season15 第17話（2017年3月1日、テレビ朝日） - 川地雲母 役
- あなたのことはそれほど（2017年4月18日 - 6月20日、TBS） - 渡辺美都（幼少期） 役
- クロスロード〜声なきに聞き形なきに見よ〜（2017年5月28日 - 7月2日、NHK BSプレミアム） - 君塚雪乃 役
- 奥様は、取り扱い注意（2017年10月4日 - 12月6日、日本テレビ） - 伊佐山菜美（幼少期） 役
- さくらの親子丼 第2話 - 第4話（2017年10月14日 - 28日、東海テレビ） - 御代川由希（幼少期） 役
- 砂の塔〜知りすぎた隣人（2016年10月14日 - 12月16日、TBS）
- 海月姫 第9話（2018年3月12日、フジテレビ） - ファヨン（幼少期） 役
- 正義のセ 第7話（2018年5月23日、日本テレビ） - 美菜 役
- グッド・ドクター 第4話（2018年8月2日、フジテレビ） - 大石あかり 役
- トレース〜科捜研の男〜 第3話（2019年1月21日、フジテレビ） - 松戸桃 役
- 絶叫（2019年3月 -、WOWOW） - 陽子（幼少期） 役
- 向かいのバズる家族（2019年4月 - 6月、日本テレビ） - 篝あかり（幼少期） 役
- ベビーシッター・ギン!（2019年） - 山谷つぐみ 役
- これは経費で落ちません! 第1話（2019年7月26日、NHK総合） - 曽根崎由美 役
- 遺留捜査（2019年12月1日、テレビ朝日） -  牧村桃子（9歳時） 役
- DOCTORS〜最強の名医〜2021新春スペシャル(2021年1月10日、テレビ朝日） - 花村有紗 役
- ボクの殺意が恋をした (2021年7月 - 9月、読売テレビ） - 葉山葵 役
- 妻、小学生になる。 （2022年2月11日、TBS） - もえ 役
- おいしい給食 season3（2023年10月8日 - 12月11日、テレビ神奈川 他） - 世戸口望 役[1]
- 連続テレビ小説「おむすび」（2024年9月30日 - 、NHK総合） - 米田歩（幼少期） 役[2]

### 配信ドラマ
- 季節のない街（2023年、Disney+） - アカネ 役

### CM
- 山崎製パン 「おいしいパンにはチカラがある」篇（2017年1月 - ）
- ネスカフェ ゴールドブレンドバリスタｉ「母娘の絆」篇
- キッコーマン うちのごはん「キャベごま」篇
- マクドナルド 「私だけのおいしさ。ビックマック」篇
- TOYOTA ノア『MORE！MORE！NOAH！』篇
- ハウス食品 「ワン・ルウ・ディッシュ つくれるが、ひろがる。」タコライス篇

### テレビ
- ほんとにあった怖い話〜夏の特別編2017〜（2017年8月19日、フジテレビ） - ほん怖クラブメンバー
- 痛快TVスカッとジャパン（フジテレビ）
  - 3時間SP「スカッと解決ランキング〜スーパー編〜」（2017年7月3日） - 森田優子 役
  - 「恩人スカッと」（2019年7月29日） - 上原沙羅 役
- THE突破ファイル（2020年6月4日、日本テレビ） - 里奈 役

### 雑誌
- LUCA - レギュラー
- キラピチ - レギュラー

### WEB、スチール、グラフィック、MV
- ZOZOTOWN「LUCA SHOP」モデル
- タカラトミー「リカちゃん50周年」
- リクルート「SUUMO」
- 秦基博「サイダー」MV